# 1955 w sztukach plastycznych
Wydarzenia w sztukach plastycznych i wizualnych w 1955 roku.

## Malarstwo
- Willem de Kooning

Kobieta jako pejzaż
- Clyfford Still

1955-D
- Salvador Dalí

Wniebowstąpienie św. Cecylii
- Edward Hopper

Poranek w Południowej Karolinie – olej na płótnie
- Jasper Johns

Cel
- Marc Chagall

Pola Marsowe (1954-1955) – olej na płótnie
- Robert Rauschenberg

Bez tytułu (ang. Untitled) – technika mieszana, 39,4x52,7 cm
Wywiad (ang. Interview) – technika mieszana, 185x125 cm
- Jasper Johns

Flaga na białym tle z kolażem (Flag above White with Collage) – enkaustyka i olej na płótnie, 57x49 cm

## Grafika
- Maurits Cornelis Escher

Uwolnienie – litografia
Głębia – drzeworyt sztorcowy
Skóra – drzeworyt sztorcowy
Trzy światy – litografia
Wklęsły i wypukły – litografia

## Rzeźba
- Alina Szapocznikow

Alegoria przemysłu
Ekshumowany

## Nagrody
- World Press Photo – Mogens von Haven[14]

## Urodzeni
- 15 stycznia - Andreas Gursky, niemiecki fotograf
- 11 marca – Zbigniew Taszycki, polski artysta, malarz, rysownik, twórca instalacji
- 28 kwietnia – William Kentridge, artysta Republiki Południowej Afryki, grafik, rysownik, twórca animacji
- Jerzy Grzegorski, polski fotograf, twórca instalacji
- Marek Kijewski (zm. 2007), polski rzeźbiarz

## Zmarli
- 13 grudnia – Wanda Kossecka, polska projektantka tkaninz
- 29 czerwca - Max Pechstein (ur. 1881), niemiecki malarz
- 5 listopada - Maurice Utrillo (ur. 1883), francuski malarz